# Lijst van Belgische adelsverheffingen 2000
Personen die in 2000 in de Belgische adel werden opgenomen of een adellijke titel ontvingen.

## Burggraaf
- Alfons Verplaetse, erfelijke adel en persoonlijke titel burggraaf

## Baron
- Philippe Bodson, erfelijke adel en persoonlijke titel van baron
- Karel Boone, erfelijke adel en persoonlijke titel baron
- Michel D'Hooghe, erfelijke adel en persoonlijke titel van baron
- Roger Mené, erfelijke adel en persoonlijke titel baron
- Leon De Meyer, erfelijke adel en persoonlijke titel baron
- Paul Michel Lévy (1910-2002), hoogleraar, erfelijke adel en persoonlijke titel baron
- Alain Philippson, erfelijke adel en persoonlijke titel baron
- Marc Servotte, erfelijke adel en persoonlijke titel baron
- Ridder Robert Stouthuyzen (1929- ), de persoonlijke titel baron
- Robert Tollet (1946- ), erfelijke adel en persoonlijke titel baron

## Barones
- Jeanne Brabants, persoonlijke titel van barones
- Eva Gerretsen alias Eva Bal, persoonlijke adel met de titel barones

## Ridder
- Alphonse Dassen, erfelijke adel en persoonlijke titel van ridder
- Philippe Herreweghe (1947), persoonlijke adel en titel van ridder
- Jan Hoet, erfelijke adel en persoonlijke titel van ridder
- Guy Paquot, erfelijke adel en persoonlijke titel van ridder
- Raoul Debroeyer alias Royer, persoonlijke adel en de titel ridder